# 伊那旭座
伊那旭座（いなあさひざ）は、長野県伊那市にある映画館。伊那旭座1と伊那旭座2（建物は異なる）の2スクリーンからなる。運営は有限会社タバタ映画。現在の観客層は年配客一辺倒ではなく、中高生や子ども連れの母親なども多い。伊那旭座1は1913年（大正2年）竣工の木造建築であり、今日では全国でも希少な木造映画館である。

## 特色

### 基本情報
- 座席数 : 352席（伊那旭座1）、204席（伊那旭座2）
- スクリーン : 3.5m×10m（伊那旭座1）、3.0m×8m（伊那旭座2）

### 伊那旭座1
352席の旭座1には1階席と2階席があり、長野県最大級の10m×3.5mのスクリーンを持つ。芝居小屋時代を彷彿とさせる広い舞台があり、その下にはひっそりと回り舞台が残されている。1階席に加えて2階席も存在し、芝居小屋時代の2階席は「コ」の字型だった。現在の座席数は352席であるが、芝居小屋時代は400人以上を収容できた。伊那旭座1の前にある空き地は、冬季になると天竜川から水をひいてスケート場となった。ロビーの床面は昔のままタイル敷きであり、ロビー中央には売店がある。

## 歴史

### 沿革
- 明治時代 – 芝居小屋・旭座が開館
- 1913年 – 旭座（現・伊那旭座1）が新築
- 1968年 – 伊那映画劇場（現・伊那旭座2）が開館[2]

### 芝居小屋時代

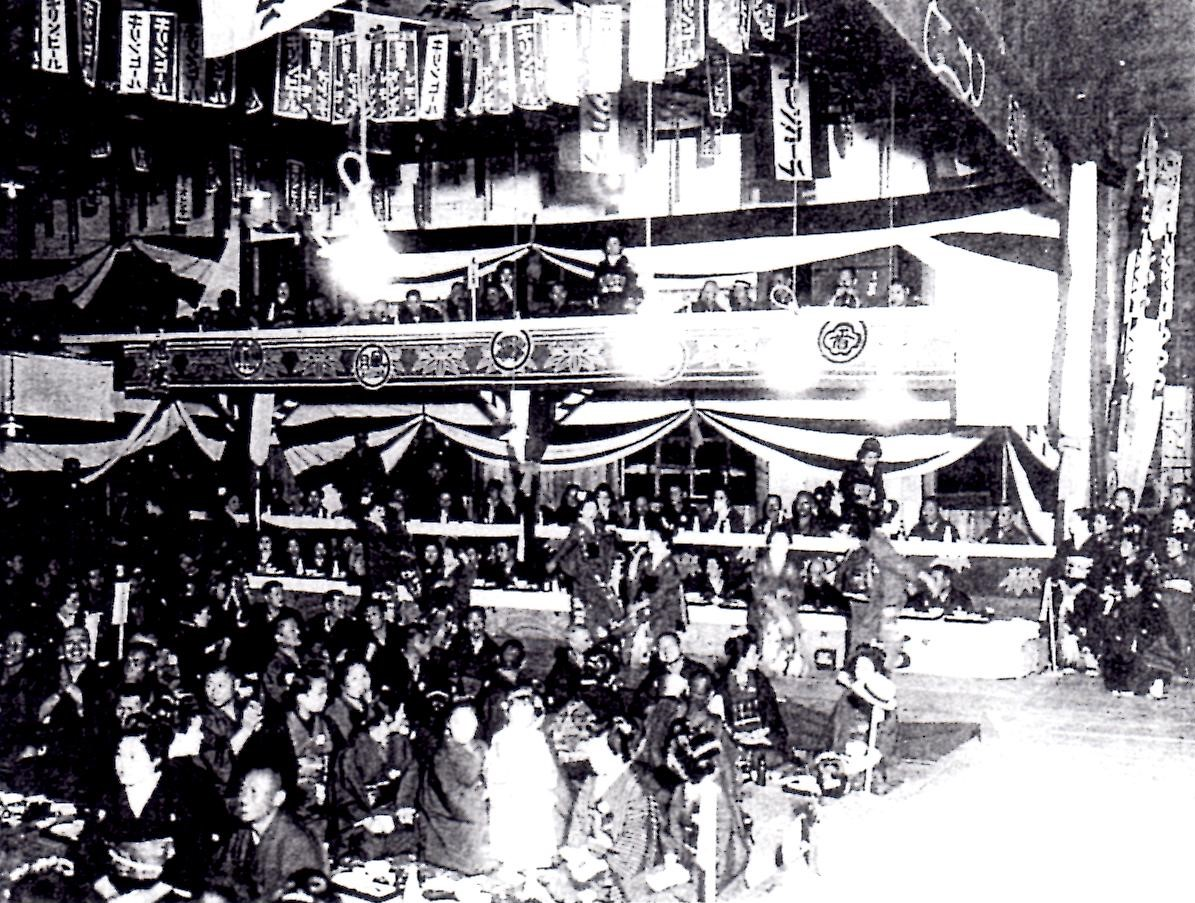
芝居小屋時代（昭和初期）

伊那旭座の前身は明治時代に開業した芝居小屋である。現在の運営元でもあるタバタ映画有限会社初代社長の田畑耕が旭座を開館させた。芝居小屋時代は畳敷きであり、2階席は「コ」の字型に席が配置されていた。400席以上を有して伊那最大のホールだったことから、実演や歌謡ショーなども行っていた。
1913年（大正2年）には上伊那郡伊那町（現・伊那市荒井区錦町）に現在の建物が完成。大正時代から昭和初期には演劇が主体ながら実演や歌謡ショーなども行い、さらに年5-6本の映画を上映していた。1924年（大正13年）頃には火災で建物が焼失した。
1940年には伊那町民が驚くほど高い2000円という賃貸料で契約したが、松竹の『新女性問答』（佐々木康監督、桑野通子主演）を1日3公演したところ3日間で2000円以上を稼ぎ出したり、女相撲に1回2000人の観客が集まって入場制限をかけるなど、興行的に大きな成功を収めた。

### 映画館転換後

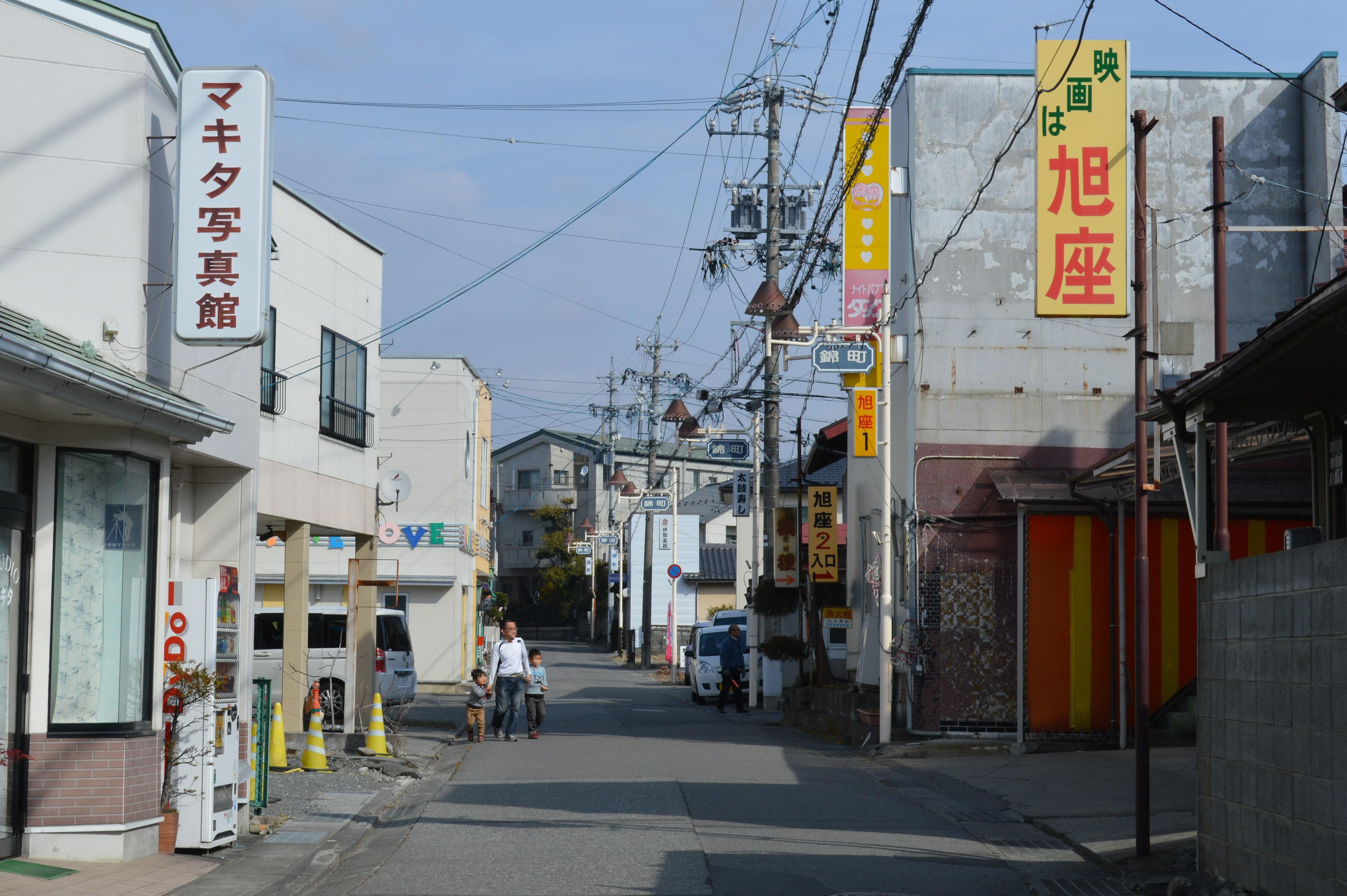
伊那旭座（右）と建物前の通り

第二次世界大戦後には映画の専門劇場に転換し、桟敷席や花道を取り壊して6人がけのベンチ席を設置した。昭和20年代後半には、一日の観客数が1,000人を超えて扉が閉まらなくなることもたびたびあったという。1953年（昭和28年）の上伊那郡伊那町には伊那旭座と伊那電気館の2館があり、525席の伊那旭座は松竹・東宝・新東宝の作品を、500席の伊那電気館は大映・東映の作品を上映することですみ分けを図っていた。伊那町以外の上伊那郡には辰野劇場（辰野町）・松島劇場（中箕輪町）・赤穂映画劇場（赤穂町）の3館があり、下伊那地域の飯田市には銀星会館・常盤劇場・中央劇場の3館があった。市制施行後の1957年（昭和32年）には建物の改修工事を行った。畳敷きだった2階席を栗材の板敷きとし、スクリーンにはシネマスコープを導入した。
| 伊那地方の映画館（1960年） | 伊那地方の映画館（1960年） | 伊那地方の映画館（1960年） | 伊那地方の映画館（1960年） |
| -------------------------- | -------------------------- | -------------------------- | -------------------------- |
| 上伊那 地域                | 伊那旭座（伊那市）         | 飯伊 地域                  | 常盤劇場（飯田市）         |
| 上伊那 地域                | 伊那電気館（伊那市）       | 飯伊 地域                  | 銀星会館（飯田市）         |
| 上伊那 地域                | 伊那中央劇場（伊那市）     | 飯伊 地域                  | 飯田東映中劇（飯田市）     |
| 上伊那 地域                | アカホ映画劇場（駒ヶ根市） | 飯伊 地域                  | 飯田松竹劇場（飯田市）     |
| 上伊那 地域                | 赤穂キネマ（駒ヶ根市）     | 飯伊 地域                  | 松川文化会館（松川町）     |
| 上伊那 地域                | 赤穂銀映（駒ヶ根市）       | 飯伊 地域                  | 阿島文化会館（喬木村）     |
| 上伊那 地域                | 辰野劇場（辰野町）         | 飯伊 地域                  | 満島劇場（平岡町）         |
| 上伊那 地域                | 松島映画劇場（中箕輪町）   | 飯伊 地域                  | 森盛会館（根羽村）         |
| 上伊那 地域                | 高遠文化会館（高遠町）     | 飯伊 地域                  |                            |

1950年代後半には国鉄伊那市駅前に伊那中央劇場が開館し、日本の映画館数がピークとなった1960年（昭和35年）の伊那市には伊那旭座、伊那電気館（天竜川沿い）、伊那中央劇場（国鉄伊那市駅前）の3つの映画館があった。映画全盛期には400席が常に満席となり、立ち見などを合わせて約600人を収容、1日の観客数は3,000人近くにものぼった。伊那旭座は「（伊那）市民の娯楽の殿堂」と呼ばれた。『全国映画館録 1960』によると伊那旭座の座席数は1,180席であり、邦画も洋画も上映していた。伊那市以外の伊那谷の映画館としては、駒ヶ根市に3館が、飯田市に4館が、上伊那郡には辰野町・中箕輪町・高遠町に1館ずつの計3館が、下伊那郡には松川町・喬木村・平岡町・根羽村に1館ずつの計4館があった。
日本の映画館数は1961年（昭和36年）から1993年（平成5年）まで減少を続けた。1968年（昭和43年）には伊那電気館が閉館したため、1968年には旭座の裏手に伊那映画劇場（現・伊那旭座2）が建設され、松竹・東映・東宝・日活など主要映画会社すべての映画を上映する邦画専門館として開館した。昭和30年代から昭和40年代には映画に加えて実演の興行も手掛け、ザ・ジャガーズなどグループ・サウンズのライブが行われた。
旭座1は20世紀フォックス（現・20世紀スタジオ）やコロンビア ピクチャーズ配給作品を中心とした洋画専門館だったが、同じく洋画専門館で国鉄伊那市駅前にあった伊那中央劇場が1970年代前半に成人映画館に転向すると、旭座1で全配給会社の作品を上映するようになった。このように1960年代後半から1970年代前半には近隣の映画館が相次いで閉館したが、『タワーリング・インフェルノ』（1974年、ジョン・ギラーミン監督）は映画館に客が戻ってくるきっかけとなった。

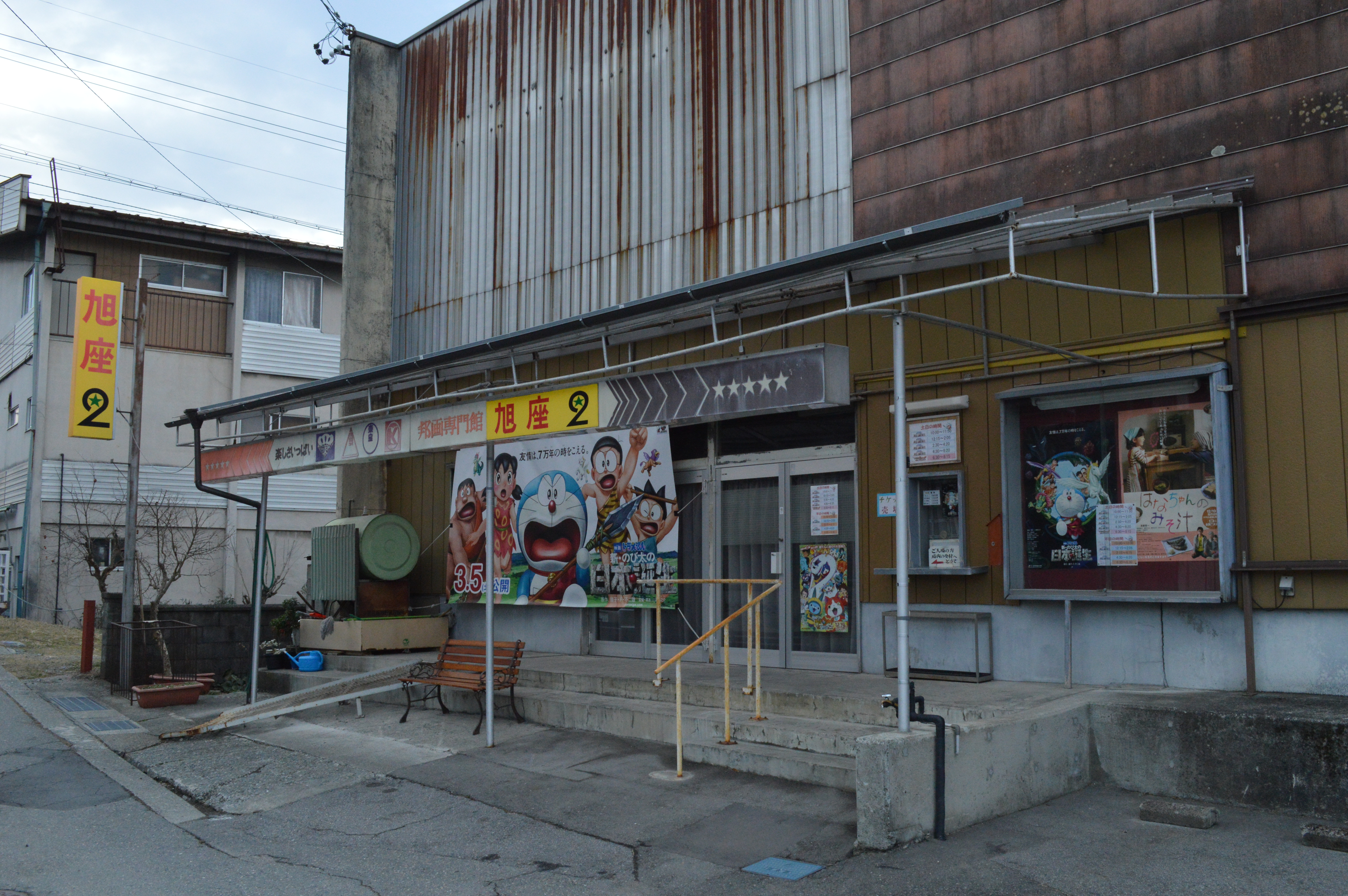
1968年に開館した伊那旭座2

1978年（昭和53年）に公開された『聖職の碑』（森谷司郎監督）は木曽駒ヶ岳での遭難事故を主題としている。伊那旭座だけで6万人の観客動員を得て、東京の映画館をしのいで伊那旭座が日本最高の観客数を記録した。伊那旭座の上映作品では『あゝ野麦峠』（1979年、山本薩夫監督）や『南極物語』（1983年、蔵原惟繕監督）などもヒット作となった。1980年代から2012年までは、自主上映団体の伊那シネマクラブが月1回の頻度で映画上映会を行っていた。
2011年には19世紀に伊那谷で活躍した俳人・井上井月の生涯を描いた『ほかいびと 伊那の井月』（北村皆雄監督）が製作された。公開前日の11月19日には北村監督や主演の田中泯によるトークイベントが開催されている。2012年7月には新田次郎の生誕100周年を記念して、34年ぶりに『聖職の碑』が公開され、公開初日の7月1日には150人もの観客が詰めかけた。横浜聡子監督による映画『俳優 亀岡拓次』は諏訪市や伊那市をロケ地としており、登場人物が映画館に行くシーンは伊那旭座で撮影が行われた。2016年2月27日の公開初日には横浜監督による舞台挨拶が行われている。伊那市は『僕だけがいない街』（平川雄一朗監督）のロケ地となっており、2016年4月には作中で用いた小道具などを展示するパネル展が行われた。
2023年（令和5年）に竣工100周年を迎え、同年4月期にはロックバンド・King Gnuの井口理（伊那市出身）主演による『ひとりぼっちじゃない』（伊藤ちひろ監督）を上映。同月2日には井口と伊藤監督による舞台挨拶が行われた。King Gnu関連では、楽曲が主題歌に使用された『劇場版 呪術廻戦 0』（朴性厚監督・2021年12月24日公開）も上映されており、井口本人も「旭座で呪術してきた」と感想を述べている。
長野県郷土史研究会の調査によると、2014年時点で日本に現存する木造映画館9館のうちのひとつである。同会の機関誌「長野」最新号では伊那旭座も取り上げられている。

## 伊那シネマクラブ
1982年には伊那シネマクラブが設立された。伊那旭座の休館日である火曜日のうち月1回（第2火曜日）を上映会に設定し、フィルムの交渉や映写は伊那旭座に任せて上映会を行っている。伊那旭座の2階部分には伊那シネマクラブの事務局用の部屋がある。初上映作品はクロード・ルルーシュ監督によるフランス映画『愛と哀しみのボレロ』であり、伊那地方の映画館では観られない映画を旭座で上映していた。クラブの会員は最大で250人に達した。
運営委員は会員から会費を徴収し、上映作品の選定や会の運営に携わっている。運営委員が新聞や雑誌の映画評などから候補作を選定し、会員の投票によって上映作品が決定される。当初の上映作品は『マイ・フェア・レディ』や『生きる』（黒澤明監督）などの名作が多かったが、近年では会員の希望で新作（数か月前に封切られた作品）が多い。
1982年の設立直後の会員数は320人に達したが、2007年時点では180人だった。設立直後は31歳の守谷勝好会長が運営委員の最高齢であり、その他の運営委員は20歳代だったが、現在でも運営委員の顔ぶれに大きな変化はなく、運営委員の高齢化が進んでいた。伊那シネマクラブは会員数の減少を理由に、2012年12月に活動を休止した。伊那シネマクラブは30年間で362回の上映会を行い、30周年記念上映作品は『アーティスト』、最終上映作品は『道 白磁の人』だった。